# Cavia intermedia
Espèce
Statut de conservation UICN

 CR D : 
En danger critique
Cavia intermedia ou Cochon d'Inde de Santa Catarina est une espèce de Rongeurs de la famille des Cavidés. Endémique du petit archipel des îles Moleques do Sul au large de Florianópolis dans l'État de Santa Catarina au Brésil, l'espèce est considérée comme en danger critique d'extinction par l'Union internationale pour la conservation de la nature qui l'a inscrit sur la liste des 100 espèces les plus menacées au monde établie par l'UICN en 2012.
Sa zone de répartition couvre une superficie de 4 hectares, l'une des plus faibles au monde.

## Découverte et description
L'espèce a été décrite pour la première fois en 1999 par les scientifiques biologistes, écologistes ou zoologistes brésiliens Jorge José Cherem, José Olimpio et Alfredo Ximenez.

## Habitat et répartition

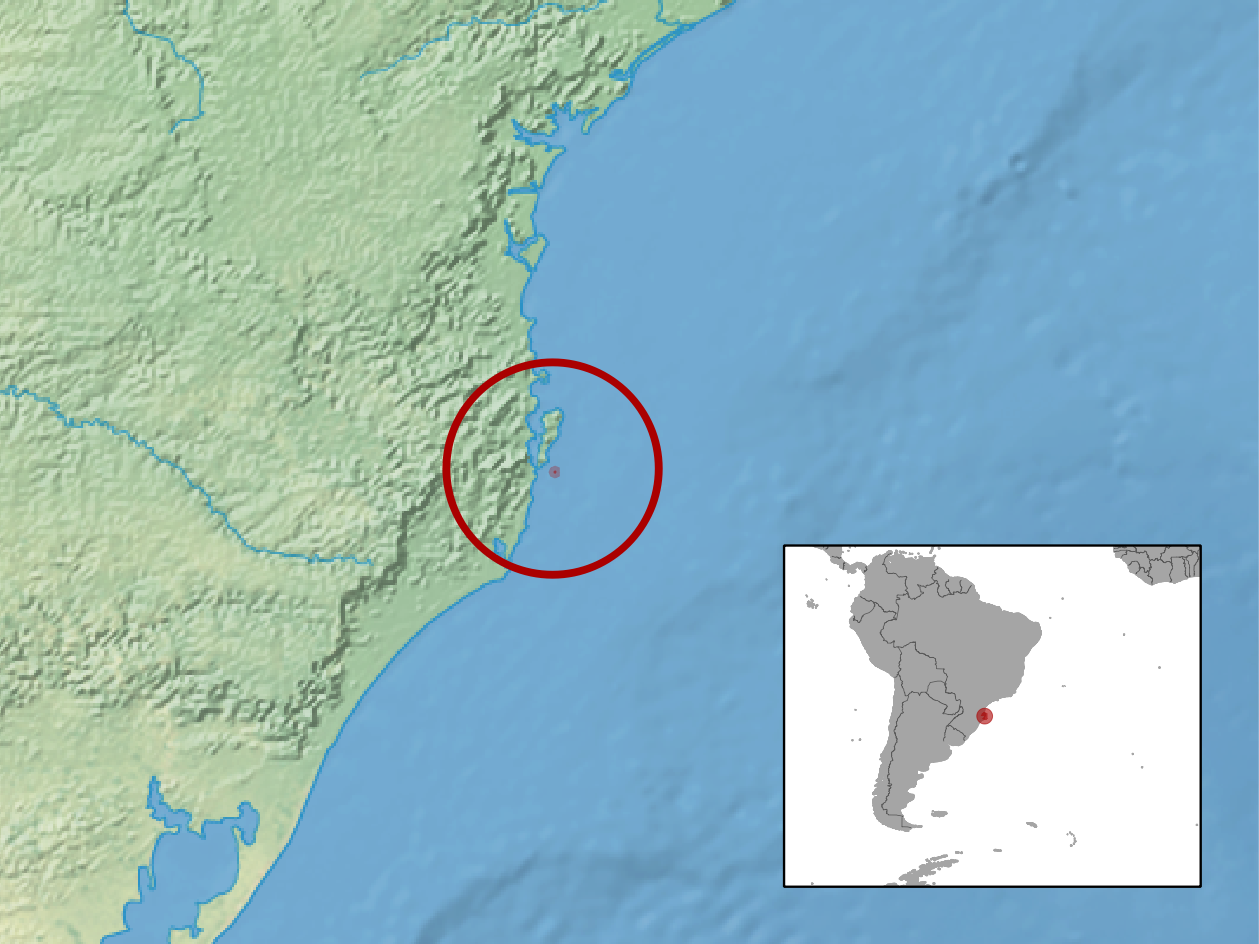
Localisation de l'espèce au Brésil.

C'est un petit mammifère terrestre mal connu qui ne se rencontre que très rarement dans une zone protégée restreinte, des petites îles de 10,5 ha appelée îles Moleques do Sul et situées au large du Brésil. Ces îles étant accessibles à un public qui peut y pratiquer la chasse, l'avenir de l'espèce semble très compromis dans une réserve mal protégée.  

## Publication originale
- (pt) J.J.Cherem et al., Descrição de uma nova espécie do gênero Cavia Pallas, 1766 (Mammalia - Caviidae) das Ilhas dos Moleques do Sul, Santa Catarina, Sul do Brasil, dans Biotema, volume 12, n°1, mai 1999 :95, 117[2].